# 泰安市体育中心体育场
泰安市体育中心体育场，是位于泰安市的体育场，主体1993年11月建设完工，1994年建成了标准的天然草坪足球场，2000年进行了升级改造，可容纳观众32000人。
泰安市体育场多次成为山东鲁能泰山的足协杯，中超杯等赛事的主场，以及济宁九巨龙乙级联赛的主场。另外还承办了第十一届全运会男子足球小组赛和9-12名决赛。